# NGC 3197
NGC 3197 (również PGC 29870 lub UGC 5500) – galaktyka spiralna (Sbc), znajdująca się w gwiazdozbiorze Smoka. Odkrył ją William Herschel 2 kwietnia 1801 roku.
W galaktyce tej zaobserwowano supernową SN 2005kx.